# Ninna nanna (film 1914)
Ninna nanna è un film muto italiano del 1914 diretto da Guglielmo Zorzi.